# Islamophobie

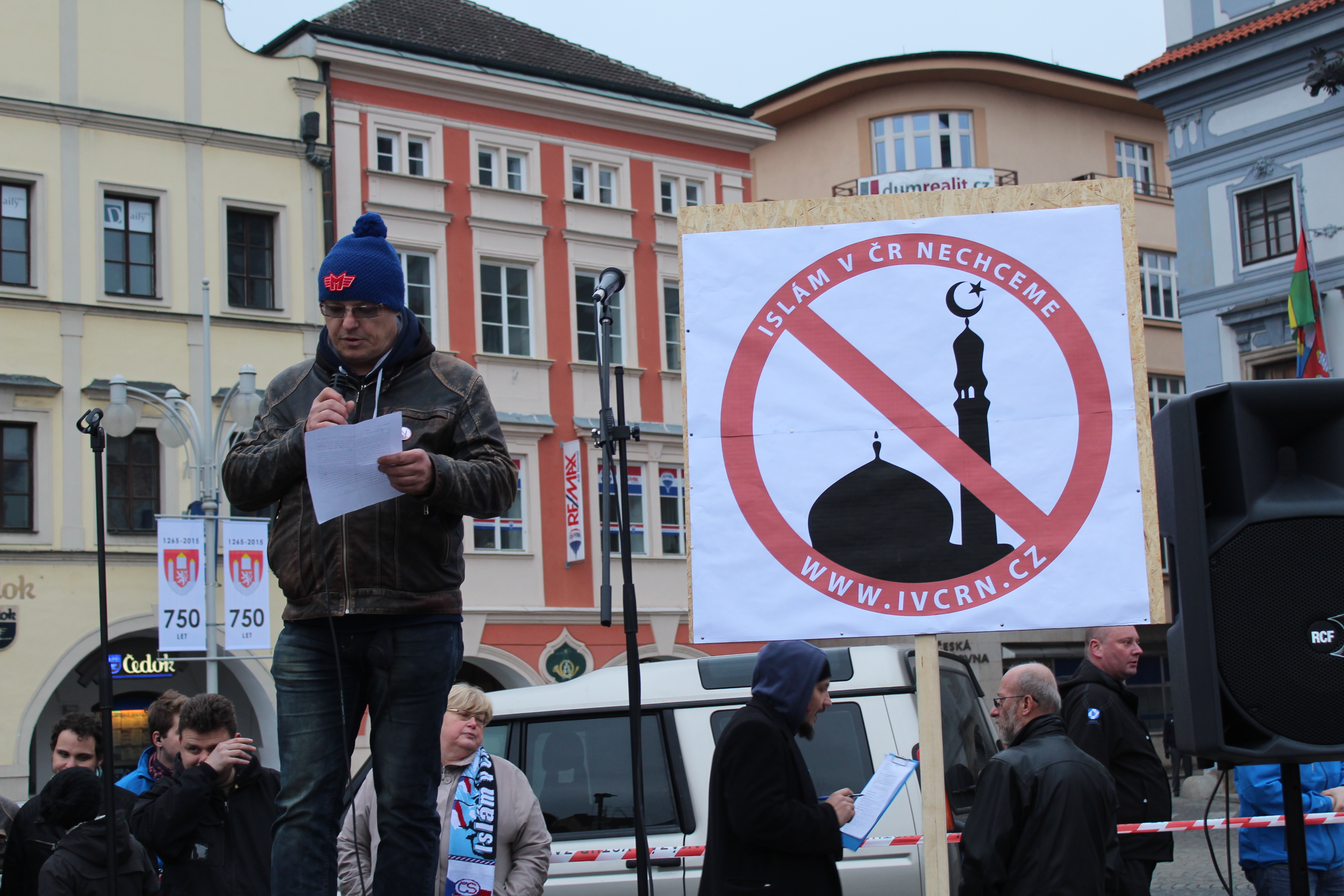
Manifestation islamophobe et xénophobe le 14 mars 2015 à České Budějovice en Tchéquie, organisée par le mouvement anti-immigration ,.

 (juillet 2024).
Motif : Article non encyclopédique : agrégat de POVs ou de listes, sans recours à des sources spécialisées ou des synthèses qui abordent le sujet
 (juillet 2021).
L'islamophobie est un terme dont la définition ne fait pas consensus, dont l'étymologie se réfère à la peur ou la crainte de l'islam, mais dont le sens désigne surtout la notion d'une hostilité envers l'islam ou envers les musulmans.
En France, la Commission nationale consultative des droits de l'Homme (CNCDH) définit l'islamophobie comme « l'attitude d'hostilité systématique envers les musulmans, les personnes perçues comme telles et/ou envers l'islam ». Cette acception est utilisée par plusieurs institutions intergouvernementales, telles que le Conseil de l'Europe, par des organisations internationales de lutte contre les discriminations ainsi que par certains médias francophones. Cette définition est également partagée par le Canada,.
Pour certains critiques, l'islamophobie est un terme qui peut — en confondant la haine envers les musulmans et la critique de l'islam — mettre sur un même plan discrimination envers les musulmans (un acte délictueux) et critique de la croyance et de la pratique religieuses (« autorisée dans une société laïque »).
Après les attentats du 11 septembre 2001, puis l'essor de l'organisation État islamique, des études montrent une augmentation des actes islamophobes, aussi bien aux États-Unis qu'en Europe. Des associations sont créées dans différents pays pour en défendre les victimes. Des attaques et des violences sont suscitées par l'islamophobie ; parmi les plus marquantes figurent l'attentat contre deux mosquées à Christchurch, (51 morts et 49 blessés) ou l'attentat de la grande mosquée de Québec (six morts et plusieurs blessés) ainsi que les attentats d'Oslo et d'Utøya (77 morts et 151 blessés),,,, toutes commises par des terroristes islamophobes.
À la suite d'une résolution de l'Assemblée générale des Nations unies, le 15 mars est choisi comme journée internationale de lutte contre l'islamophobie. En 2023, la première journée de lutte contre l'Islamophobie dans le monde a lieu en fait le 10 mars.

## Un mot polysémique

### Étymologie
Le terme « islamophobie » est composé de islamo- , préfixe des mots en rapport avec l'islam, de l'arabe الإسلام, Alʾislām (« la soumission ») et de -phobie, suffixe du grec ancien φόβος / phóbos, « crainte, frayeur, effroi »,.

### Définitions
- Le Petit Robert introduit le mot dans son édition 2006. Dans celle de 2014, de même que dans Le Grand Robert dans son édition 2015[19], il le définit, comme le dictionnaire Larousse[20], comme l'« hostilité envers l'islam, les musulmans ».
- La Commission nationale consultative des droits de l'homme (CNCDH) définit l'islamophobie comme : « l'attitude d'hostilité systématique envers les musulmans, les personnes perçues comme telles ou envers l'islam »[21],[3].
- L'Organisation pour la sécurité et la coopération en Europe (OSCE) définit la notion comme : « une forme contemporaine de racisme et de xénophobie motivée par la peur infondée, la méfiance et la haine des musulmans et de l'islam. L'islamophobie se manifeste aussi par l'intolérance, la discrimination, l'inégalité de traitement, les préjugés, les stéréotypes, l'hostilité et le discours public défavorable. Différencier du racisme et de la xénophobie classique [sic], l'islamophobie est principalement basée sur la stigmatisation d'une religion et ses adeptes, et en tant que telle, l'islamophobie est un affront aux droits de l'homme et de la dignité des musulmans »[22].
- Le Conseil de l'Europe présente l'ouvrage L'Islamophobie et ses conséquences pour les jeunes (2005), en résumant : « L'islamophobie peut se définir comme la peur, ou une vision altérée par des préjugés, de l'islam, des musulmans et des questions en rapport. Qu'elle se traduise par des actes quotidiens de racisme et de discrimination ou des manifestations plus violentes, l'islamophobie est une violation des droits de l'homme et une menace pour la cohésion sociale »[23].
- L'Encyclopédie canadienne définit l'islamophobie comme « une hostilité systématique envers les personnes musulmanes ou d’apparence musulmane ou envers l'islam »[6].
- Le Congrès du travail du Canada définit l'islamophobie comme la « peur, haine et hostilité envers l’Islam et les musulmans propagées par des points de vue bornés qui attribuent aux musulmans des stéréotypes et des convictions négatifs et dénigrants ».

Le Conseil de l'Europe, l’OSCE et l’UNESCO — qui éditent une brochure destinée à aborder l'islamophobie en milieu scolaire — écrivent que les termes « islamophobie » et « racisme anti-musulman » renvoient à la même notion d’« intolérance et de discrimination envers les musulmans » — cette dernière expression étant la plus fréquemment employée par les organisations inter-gouvernementales. « Le mot “islamophobie” est très courant dans les ONG, et apparaît fréquemment dans les médias ; il évoque la peur, la haine ou les préjugés à l’encontre de l’islam et des musulmans. L’expression “racisme anti-musulman” place l’intolérance envers les musulmans dans le cadre plus large du racisme, et assimile implicitement la religion à une race ». Les rédacteurs précisent : « Ces désignations sont souvent utilisées l’une pour l’autre, bien qu’elles ne soient pas synonymes et fassent ressortir des aspects différents du phénomène ».
Pour le Collectif contre l'islamophobie en France (CCIF), dissout par décret en date du 2 décembre 2020, il s'agissait de « l’ensemble des actes de rejet, de discrimination ou de violence perpétrés contre des institutions ou des individus en raison de leur appartenance, réelle ou supposée, à la religion musulmane. » Le Collectif contre l'Islamophobie en Europe (CCIE), créé à la suite de la dissolution du CCIF, partage la même définition.
De nombreuses attaques et violences sont suscitées par l'islamophobie. Parmi les plus marquantes se trouvent l'attentat contre deux mosquées à Christchurch (51 morts et 49 blessés) et l'attentat de la grande mosquée de Québec (six morts et plusieurs blessés),,,.

### Des sens multiples
Le terme d'islamophobie recouvre de nombreuses significations suivant ses locuteurs et les milieux ou il est employé.
Dans les pays occidentaux, le terme peut désigner une attitude xénophobe, à l'encontre des musulmans (d'où le néologisme d'« islamalgame » inventé par de jeunes français d'ascendance nord-africaine) et par amalgame, des résidents et nationaux d'origine arabe ou maghrébine, voire française comme les harkis. En pratique, les concepts d'islamophobie et de racisme peuvent se trouver associés par une partie de la population et par suite difficiles à dissocier pour ces personnes.
Pour Doudou Diène, rapporteur spécial des Nations unies, le terme islamophobie se « réfère à une hostilité non fondée et à la peur envers l’islam, et en conséquence la peur et l’aversion envers ceux qui se réclament de cette mouvance. Il se réfère également aux conséquences pratiques de cette hostilité en termes de discrimination, préjugés et traitement inégal dont sont victimes des musulmans (individus et communautés) et leur exclusion de sphères politiques et sociales importantes. Ce terme a été inventé pour répondre à une nouvelle réalité: la discrimination croissante contre les musulmans qui s’est développée ces dernières années ».
Pour Thomas Deltombe, « en fonction des définitions possibles des mots utilisés, on doit bien distinguer deux positions : l'islamophobie de type raciste (« musulman » comme catégorie ethnique) ou « xénophobe » (l'islam comme élément « étranger ») et la critique légitime des dogmes religieux, quels qu'ils soient ». Ainsi, d'après ce journaliste, l'islamophobie pourrait soit désigner un racisme soit la critique de la religion musulmane.

## Critiques du terme

### Critique du terme de «phobie»
La construction du néologisme à partir du suffixe « phobie » est critiquée car elle associe la notion d'idéologie — et son corollaire démocratique : le débat — à un concept de maladie mentale[source insuffisante].
Flemming Rose, rédacteur en chef du journal Jyllands-Posten qui a publié des caricatures de Mahomet déclare :

« Comme c'est astucieux qu’ayant créé le mot “islamophobie”, les pays musulmans puissent ainsi insinuer que critiquer l’islam — distincte de toute discrimination à l'encontre des personnes musulmanes — est une maladie, un fantasme malsain qui nécessite d'être soigné médicalement. »

Caroline Fourest soutient que le mot homophobie n'a rien à voir avec le terme islamophobie (et donc par extension judéophobie) car le premier stigmatise une phobie envers des individus pour ce qu'ils n'ont pas choisi, ce qui constitue un racisme, et le dernier confond la haine de l'islam (et non des musulmans) avec le choix qu'il représente. Sa position est donc la même que celle du HCI citée plus haut.

### Confusion entre hostilité envers l'islam et les musulmans
Pour certains critiques, l'islamophobie est un terme confondant la haine envers les musulmans et la critique de l'islam, notamment en pouvant mettre sur un même plan racisme envers les musulmans et critique de la pratique religieuse. Ainsi pour Régis Debray, l'usage du terme islamophobie s'apparente à un chantage qui amalgame la critique d'une religion avec l'injure faite aux fidèles de cette religion.
Didier Delaveleye, pour le Mouvement contre le racisme, l'antisémitisme et la xénophobie (MRAX), rappelle la construction du mot et le sens qui en découle : « En voilà un qui est au hit-parade des mots problèmes : l’islamophobie. Ce terme s’est imposé aujourd’hui pour désigner l’hostilité spécifique vis-à-vis de la population de religion ou d’origine musulmane. Toutefois, cette simple définition pose déjà un problème puisque littéralement, l’islamophobie ne désigne pas la crainte du musulman, mais la crainte d’une religion particulière, l’islam ».
Pour Meïr Waintrater, ancien directeur de la revue juive L'Arche, il ne faut toutefois pas se laisser « piéger par les mots » car « le terme d'islamophobie ne renvoie pas à une controverse au sujet de l'islam, mais à une mise en accusation systématique des musulmans, en tant que collectivité ou en tant que personnes – tout comme le terme d'antisémitisme a été inventé par des agitateurs antijuifs, dans le dernier quart du XIXe siècle, pour persécuter non pas d'hypothétiques “sémites” mais les Juifs et eux seuls. Islamophobie et antisémitisme, qui diffèrent par les conditions historiques de leur développement et par leurs logiques, ont ceci en commun que la mise en cause des individus y est dialectiquement liée à la représentation paranoïaque d'une collectivité ».
Le dessinateur Charb, assassiné dans l'attentat perpétré en janvier 2015 contre le journal Charlie Hebdo, dresse un « plaidoyer pour la laïcité, cet hymne aux combats contre le racisme et l’antisémitisme, un livre pédagogique qui devrait être lu dans toutes les écoles », ou un « réquisitoire virulent » contre l'utilisation du mot « islamophobie » avec la « complicité des médias », dans un livre posthume intitulé Lettres aux escrocs de l'islamophobie qui font le jeu des racistes : « Si demain les musulmans de France se convertissent au catholicisme ou bien renoncent à toute religion, ça ne changera rien au discours des racistes : ces étrangers ou ces Français d'origine étrangère seront toujours désignés comme responsables de tous les maux. […] Les militants communautaristes qui essaient d'imposer aux autorités judiciaires et politiques la notion d'“islamophobie” n'ont pas d'autre but que de pousser les victimes de racisme à s'affirmer musulmanes »,.
Pour le politologue spécialisé de l'islam Gilles Kepel,

« [l'islamophobie] est un concept récent qui repose sur une ambiguïté dans la mesure où il se présente comme le symétrique de l’antisémitisme. Alors que la lutte contre l'antisémitisme criminalise ceux qui s'attaquent aux juifs sans empêcher pour autant la libre critique des textes sacrés, le combat contre l'islamophobie fait de toute réflexion critique sur l'islam un interdit absolu. L'ambiguïté entretenue par le CCIF et certaines associations antiracistes qui tendent à confondre antisémitisme et islamophobe est donc une imposture. La lutte contre l'islamophobie consiste à faire encore que la vision la plus rigoriste de l'islam ne puisse plus être mise à distance, y compris par les musulmans eux-mêmes, lesquels, le cas échéant, se font traiter d'apostats. »

Pour le philosophe et essayiste Pascal Bruckner, le terme d'islamophobie relève de l’illusion et d'un « racisme imaginaire ». L'écrivain dénonce toutefois la haine envers les musulmans.
Pour l'universitaire Bernard Rougier, auteur des Territoires conquis de l'islamisme, sociologue et spécialiste de l'évolution de l'islamisme au Moyen-Orient et en France, « le terme islamophobie a précisément pour fonction d'empêcher de distinguer islam et islamisme ».

### Islamophobie, synonyme de critique de l'islam?
Selon l'intellectuel américain Edward Saïd, le terme « islam », tel qu'il est utilisé par les médias et les « experts », recouvre en effet des réalités politiques, sociales, géographiques extrêmement variées (et parfois contradictoires).
La Commission nationale consultative des droits de l'homme (CNCDH) affirme qu'il est important d'utiliser le mot « islamophobie » pour désigner la haine envers les musulmans, comme elle explique dans son rapport annuel relatif à la lutte contre le racisme, l’antisémitisme et la xénophobie de l'année 2013 :

« La CNCDH est d’avis qu’il convient de nommer ce que l’on dénonce et souhaite combattre. C’est pourquoi, sans pour autant faire fi des impropriétés sémantiques ni occulter les risques d’instrumentalisation, elle a pris pour parti de désigner par le terme “islamophobie” ce phénomène rampant, dangereux, qui menace le “vivre ensemble” et appelle à toutes les vigilances. »

Pour le sociologue Jean-Pierre Le Goff, « tout un courant intellectuel gauchisant » aurait, au nom de la lutte contre l'islamophobie, accusé « la République, la laïcité et notre propre histoire de tous les maux, renforçant le sentiment victimaire et le ressentiment existant chez une partie de nos compatriotes musulmans ». De cette manière se serait créée « une police de la pensée et de la parole » traitant nombre d'intellectuels et de journalistes d'« islamophobie », « faisant pression et rendant plus difficile toute critique, toute réflexion et débat sur l'islam et son adaptation difficile à la civilisation européenne, réflexion et débat indispensables à son intégration ».
La chroniqueuse Sophia Aram, dans son billet du 26 octobre 2020 sur France Inter, va dans le même sens que le sociologue Jean-Pierre Le Goff. Elle déclare : « Franchement, à ce niveau de haine à l’égard du modèle laïc français, on pourrait presque parler de koufarophobie. Oui la koufarophobie, la haine de tous ceux qui défendent un autre modèle que l'islamisme ».

#### Blasphème
Selon le Bondy Blog, lors d'un colloque ayant eu lieu à l'École supérieure de gestion en mars 2009, Dominique Sopo explique que « le terme islamophobie […] n’est qu’un prétexte religieux tentant de nous retirer notre droit au blasphème. »

Selon Humanisme, la revue des francs-maçons et du Grand Orient de France : 

« La notion d’islamophobie — destinée à légitimer en France le retour d’un délit de blasphème aboli en 1791 — rassemble bien au-delà de la mouvance anticapitaliste. »

### Islamophobie, manipulation idéologique?
En 2019, dans son ouvrage Islamophobie. Intoxication idéologique, Philippe d'Iribarne, économiste et anthropologue, directeur de recherche du laboratoire « gestion et société » du CNRS, développe l'idée que le mot islamophobie est une manipulation qui nuit à la paix civile et empêche d'exercer son esprit critique. Selon lui cette notion « est un leurre forgé pour empêcher la compréhension du réel et interdire à l’esprit critique d’exercer ses droits. Pour ses adeptes, rien ne doit être porté au crédit des Français d’ascendance européenne, cependant que les Français musulmans sont par principe exempts de tout reproche ». Le journal La Croix juge la thèse d’Iribarne « intéressante. Selon lui, loin d’être le signe d’un rejet global de l’islam comme religion, les signes de méfiance qui s’expriment en France et ailleurs traduisent la conscience de la nature « duale » de l’islam : « Ce qui renvoie à une démarche spirituelle » (comme le jeûne du Ramadan) est « bien accueilli ». « Mais ce qui relève de l’emprise d’un ordre islamique est rejeté – au premier chef la ségrégation des sexes, la soumission des femmes et ce qui les symbolise ». […] Mais peut-on affirmer comme lui que « les sociétés occidentales portent en réalité un regard fort nuancé sur l’islam, distinguant clairement ses diverses manifestations » ? ».

## Violences et attaques motivées par l'islamophobie
Des actes violents de haine contre les musulmans sont souvent motivés par l'islamophobie. Selon la sociologue Nonna Mayer et le chercheur Vincent Tiberj, spécialiste de l'influence des attentats sur l'opinion publique, les violences islamophobes connaissent souvent une recrudescence à la suite d'attentats commis par des terroristes islamistes, particulièrement en France,.

### Attaques et attentats terroristes islamophobes

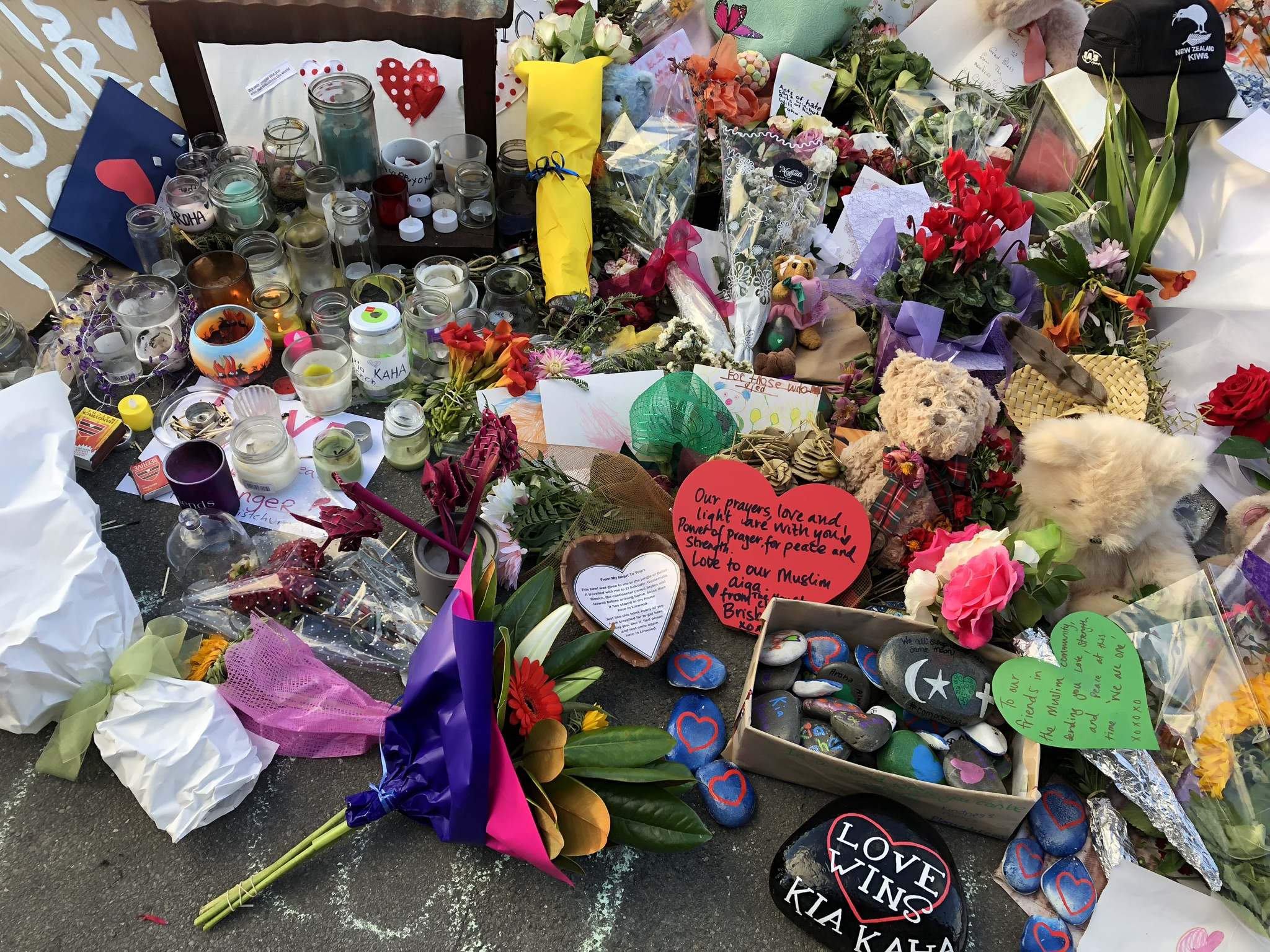
Commémoration en la mémoire des 51 victimes — âgées de 3 à 78 ans — mortes dans un attentat terroriste islamophobe commis à Christchurch, en Nouvelle-Zélande, le 15 mars 2019.

Ceci est une liste non-exhaustive d'attentats récents ayant pour motif unique l'islamophobie.

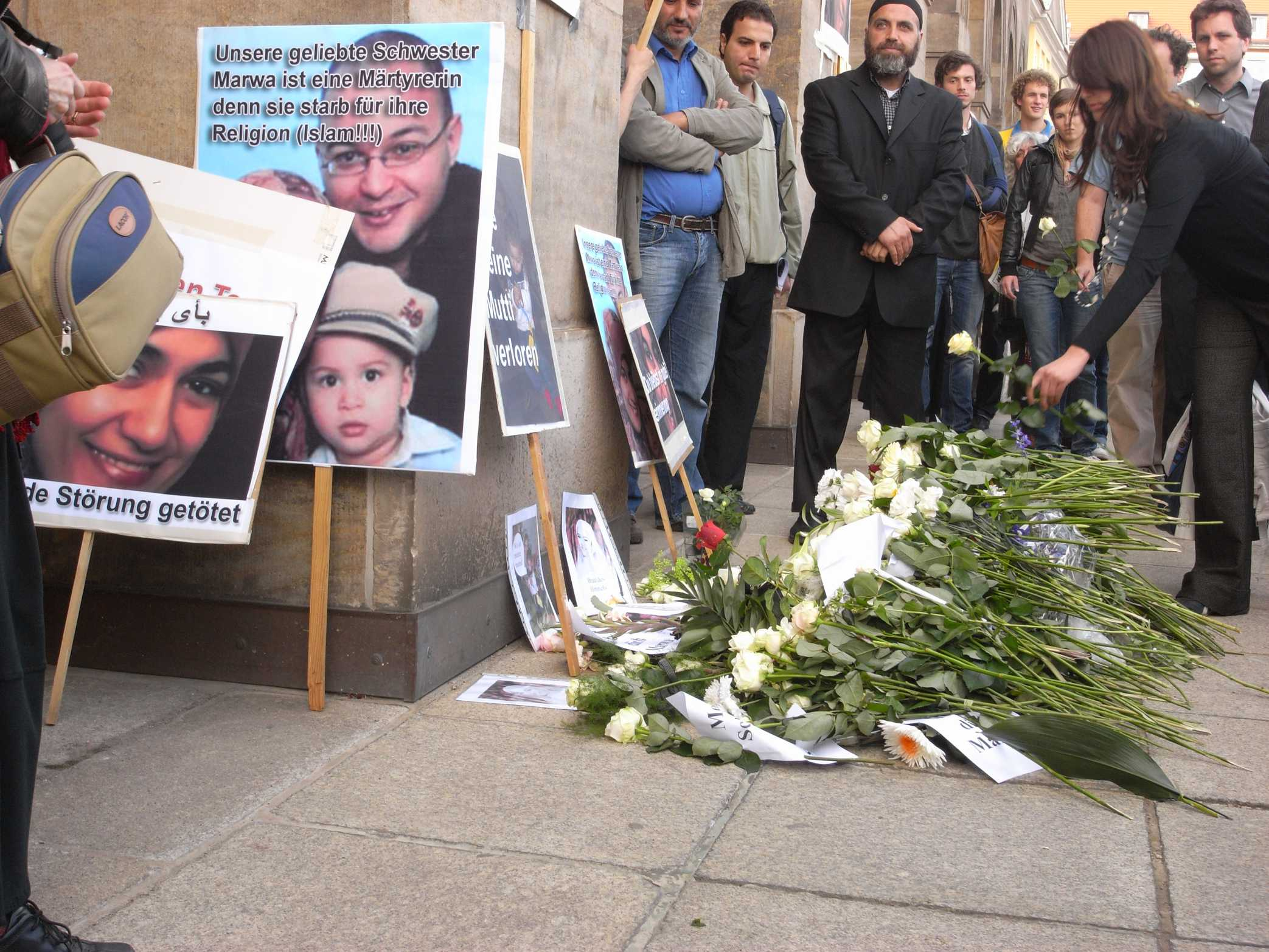
Commémoration en la mémoire de Marwa El-Sherbini, assassinée le 1er juillet 2009 par un terroriste islamophobe sous les yeux de son fils de trois ans alors qu'elle était enceinte.

- Le 1er juillet 2009, dans la ville de Dresde, Marwa El-Sherbini, alors enceinte, est assassinée par un terroriste islamophobe en plein procès à la suite d'attaques islamophobes[57], sous les yeux de son mari et de son fils de trois ans. Le crime est qualifié de « clairement raciste et islamophobe »[58].
- Anders Behring Breivik, un terroriste islamophobe[12],[59],[60],[61],[62],[63],[64], tue 77 personnes le 21 juillet 2011 dans les attentats d'Oslo et d'Utøya. Dans son manifeste dans lequel il explique ses motivations, il consacre plus de 700 pages à sa haine de l'islam[11]. Cet attentat sanglant « reflète une généralisation du "discours islamophobe" en Europe »[13].
- Dans la nuit du 18 au 19 juin 2017, la mosquée de Finsbury Park à Londres est la cible d'un attentat terroriste islamophobe[65]. Un terroriste fonce avec une voiture-bélier sur les civils musulmans en plein mois de Ramadan alors qu'ils sortaient du lieu de culte, tuant une personne et en blessant dix[66],[67]. L'assassin était « devenu obsédé par les musulmans » et « a prévu et conduit cette attaque en raison de sa haine des musulmans », d'après la sentence du tribunal qui le condamne à l'emprisonnement à perpétuité pour cette attaque terroriste islamophobe[66],[68].
- Le 15 mars 2019, dans la ville de Christchurch en Nouvelle-Zélande, un terroriste ouvre le feu sur des civils dans deux mosquées. Fusillant toutes les personnes dans les lieux de culte, le terroriste fait 51 morts — âgés de 3 à 78 ans — et 49 blessés. Le procès révèlera l'adhésion de l'auteur de l'attentat à de multiples thèses islamophobes qu'il développe dans un long manifeste haineux[69]. Cet attentat terroriste amène plusieurs pays à combattre la propagation de l'islamophobie[70],[71]. À la suite de la tuerie, les violences islamophobes augmentent significativement, notamment à Londres où le nombre d'attaques islamophobes enregistré par la police double en un mois[72].
- Le 28 octobre 2019, une mosquée de la ville de Bayonne est victime d'un attentat terroriste dont l'auteur est reconnu pour son islamophobie[73]. Cette attaque mène à une multiplication des actes islamophobes en France les jours suivants[74].
- Le 25 avril 2025, Aboubakar Cissé est assassiné dans une mosquée à La Grand-Combe. Le meurtrier filme sa victime agonisante et prononce des propos islamophobes[75],[76].

### Attaques et dégradations islamophobes contre des lieux de culte

#### En France
- Le 20 mai 2020, une mosquée à Cholet est la cible de menaces de morts islamophobes taguées[77].
- Le 2 septembre 2020, la mosquée de Tarbes est la cible de tags islamophobes[78]. Le maire de la ville ainsi que le préfet se rendent sur place[79].
- Le 21 octobre 2020, une mosquée de Bordeaux a des vitres brisées et est recouverte de tags islamophobes[80],[81]. À la suite de cet acte islamophobe, le ministre de l'Intérieur Gérald Darmanin demande au préfet de renforcer la protection de ce lieu de culte[82],[83],[84].
- Le 11 avril 2021, le centre culturel Avicenne à Rennes est peinte de tags islamophobes[85],[86]. Gérald Darmanin annonce sa venue sur les lieux, tandis que plusieurs responsables condamnent ces actes haineux et expriment leur solidarité avec les musulmans[87].

## Rapport entre islamophobie et racisme
Dans son rapport de mars 2008, l’observatoire de l’Organisation de la coopération islamique sur l’islamophobie estime que celle-ci a pris récemment de l'ampleur dans les pays occidentaux. Il se peut qu'il fasse référence à la période qui a suivi les attentats du 11 septembre 2001 à New York, du 11 mars 2004 à Madrid, du 7 juillet 2005 à Londres.
La raison de l'opposition à l'usage du terme est explicitement énoncée lors du désaccord entre le MRAP et le syndicat d'enseignants, Unsa-Education, qui comme d'autres syndicats et organisations laïques, telle la Ligue internationale contre le racisme et l'antisémitisme (Licra), ont refusé la demande du MRAP en faveur de l'usage du terme « islamophobie », et ce, à l'occasion de la « semaine d'éducation contre le racisme à l'école » (21-26 mars 2005).
En France, la Commission nationale consultative des droits de l'homme (CNCDH) remet en mars 2004 un rapport au premier ministre où on peut lire que « certains courants intégristes tentent d'obtenir la requalification du racisme anti-maghrébin en islamophobie pour mieux tirer bénéfice des frustrations, jouer sur les replis identitaires religieux de la population d'origine maghrébine et faire du religieux le critère absolu de différenciation, de partage. Il faut donc manier ce terme avec la plus grande précaution ».
Le Haut Conseil à l'intégration français rappelle qu'« en République, la critique de la religion, comme de toutes les convictions, est libre, est constitutionnellement garantie et fait partie de la liberté d’opinion et d’expression, et ne saurait être assimilée au racisme et à la xénophobie ».
Selon Anne-Marie Thiesse, le terme « musulman » aurait longtemps désigné, en France, durant la période coloniale, non pas une catégorie religieuse mais une catégorie ethno-raciale : les Arabo-Berbères d'Afrique du Nord, qu'ils soient ou pas de confession musulmane. Cette définition ethno-raciale est encore parfois utilisée pour désigner des personnes qui ne sont pas de confession musulmane mais en référence à leur origine arabo-berbère. Ainsi, selon Vincent Ferry et Piero-Galloro, pour Nicolas Sarkozy, le terme « musulman » « n'a aucune connotation religieuse » mais une connotation ethnique.
Ce type de proposition, où la foi religieuse individuelle disparaît derrière une catégorisation ethnicisante, favorise les glissements sémantiques entre, par exemple, « arabes », « musulman » et, par suite, « islamistes ». Ainsi peut se développer, sous couvert d'une critique de la foi et des dogmes religieux, ce que le sociologue Saïd Bouamama appelle « un racisme respectable ».
Vincent Geisser, chercheur à l'Institut de recherches et d'études sur le monde arabe (IREMAM et CNRS) est l'auteur du livre La Nouvelle Islamophobie. L'ouvrage, plaidoyer en faveur de l'adoption du terme d'islamophobie en France. Selon lui, celle-ci « s'ancre très profondément dans la mémoire de l'Algérie coloniale ». Pour lui,, « l'islamophobie n'est pas une résurgence de la vieille problématique croisade/jihad - même si l'on peut relever ici ou la des traces théologiques - mais constitue bien un racisme antimusulman profondément moderne ». C'est dans ce sens qu'elle est dénoncée en France. Tout comme l'antisémitisme, l'islamophobie inciterait à des profanations[réf. nécessaire].

## Organisations islamophobes
Il existe à travers le monde des organisations qui militent contre l'islamisation, créées selon des motivations diverses, avec des discours plus ou moins haineux, voire des actes de violence. Elles peuvent être qualifiées d'islamophobes.

### Australie
- Yellow Vest Australia (en)

### Birmanie
- Mouvement 969[97]
- Parti national de l'Arakan[98],[99]

### Chine
- Camps d'internement du Xinjiang[100],[101]

### États-Unis
Le CAIR (en) et l'université de Californie à Berkeley ont publié un rapport identifiant une trentaine d'organisations contribuant à la promotion de la haine envers l'islam et les musulmans aux États-Unis, parmi lesquelles :
- ACT! for America (en)
- Center for Security Policy : « son objectif principal a été de diaboliser l’Islam et les musulmans sous couvert de sécurité nationale » durant les années 2000-2010 selon le Southern Poverty Law Center qui le présente comme un «groupe haineux»[103].
- Clarion Project (en)[103] ; il a produit des films violemment anti-musulmans, notamment Obsession : la guerre de l'islam radical contre l'Occident et Le troisième Jihad : la vision de l'islam radical pour l'Amérique[104].
- David Horowitz Freedom Center (en), « premier financier des voix anti-musulmanes et des idéologies radicales, et agissant également comme un exportateur de désinformation qui cherche à accroître l’attrait populaire pour les peurs et les phobies de David Horowitz » selon le Southern Poverty Law Center[103]
- Forum du Moyen-Orient[103] ; le Forum et son directeur Daniel Pipes font partie, selon le Center for American Progress, d’un réseau d’« experts en désinformation » qui « colportent la haine et la peur des musulmans et de l’islam »[105]. Il a écrit par exemple que « les sociétés d’Europe occidentale ne sont pas préparées à l’immigration massive de personnes à la peau brune cuisinant des aliments étranges et appliquant des normes d’hygiène différentes… Tous les immigrants apportent des coutumes et des attitudes exotiques, mais les coutumes musulmanes sont plus gênantes » que la plupart »[105].
- Investigative Project on Terrorism (en)
- Jihad Watch (en) et son directeur Robert Spencer, considérés comme «extrémistes anti-musulmans» [103]
- MEMRI[103]
- NGO Monitor (en) : est «en partenariat avec le Institute for Zionist Strategies (en) (Institut pour les stratégies sionistes), dirigé par Israel Harel, l'un des fondateurs du mouvement israélien favorable à la colonisation des Territoires palestiniens occupés Goush Emounim»[106].
- Stop Islamization of America

Des connexions existent entre plusieurs de ces organisations, suggérant l'existence d'un réseau : par exemple Steve Emerson (en) est le directeur du Center for Security Policy, et administrateur de MEMRI, son épouse est membre au conseil d'administration de NGO Monitor (en). Nina Rosenwald, directrice du Gatestone Institute, est aussi membre du Center for Security Policy, du Committee for Accuracy in Middle East Reporting in America (CAMERA) et du Forum du Moyen-Orient (Middle East Forum). R. James Woolsey, est conseiller du MEMRI (en 2016), et de NGO Monitor (en) (2017) ; il est co-auteur d'un livre sur la perception de la charia (loi islamique) comme menace aux États-Unis, notamment avec Frank Gaffney, chef du Center for Security Policy (en 2010) ; par ailleurs il est aussi ancien directeur de la CIA, et conseiller du Washington Institute for Near East Policy (WINEP, 2017). Elliott Abrams, figure importante du néoconservatisme, a été membre du Center for Security Policy, directeur du MEMRI, auteur au Gatestone Institute (2015) et expert auprès du WINEP.

### Europe
- Stop Islamisation of Europe (en) (SIOE)[108]. Organisation créée au Danemark en 2007.

#### Allemagne
- PEGIDA

#### Autriche
- Union nationale Attaque
- VMRO - Mouvement national bulgare

#### Danemark
- Stop Islamisation of Denmark (en)

#### Espagne
- Vox[109],[110]

#### France
- Collectif Némésis
- Reconquête[111],[112],[113]

#### Norvège
- Stop Islamisation of Norway (en)[114]

#### Pays-Bas
- Parti pour la liberté[115],[116],[117]

#### Royaume-Uni
- English Defence League

#### Suisse
- Union démocratique du centre

#### Tchéquie
- Nous ne voulons pas de l'islam en République tchèque (cs)[118],[119]

### Sri Lanka
- Bodu Bala Sena[120],[121]

## Organisations contre l'islamophobie et pour la défense des victimes

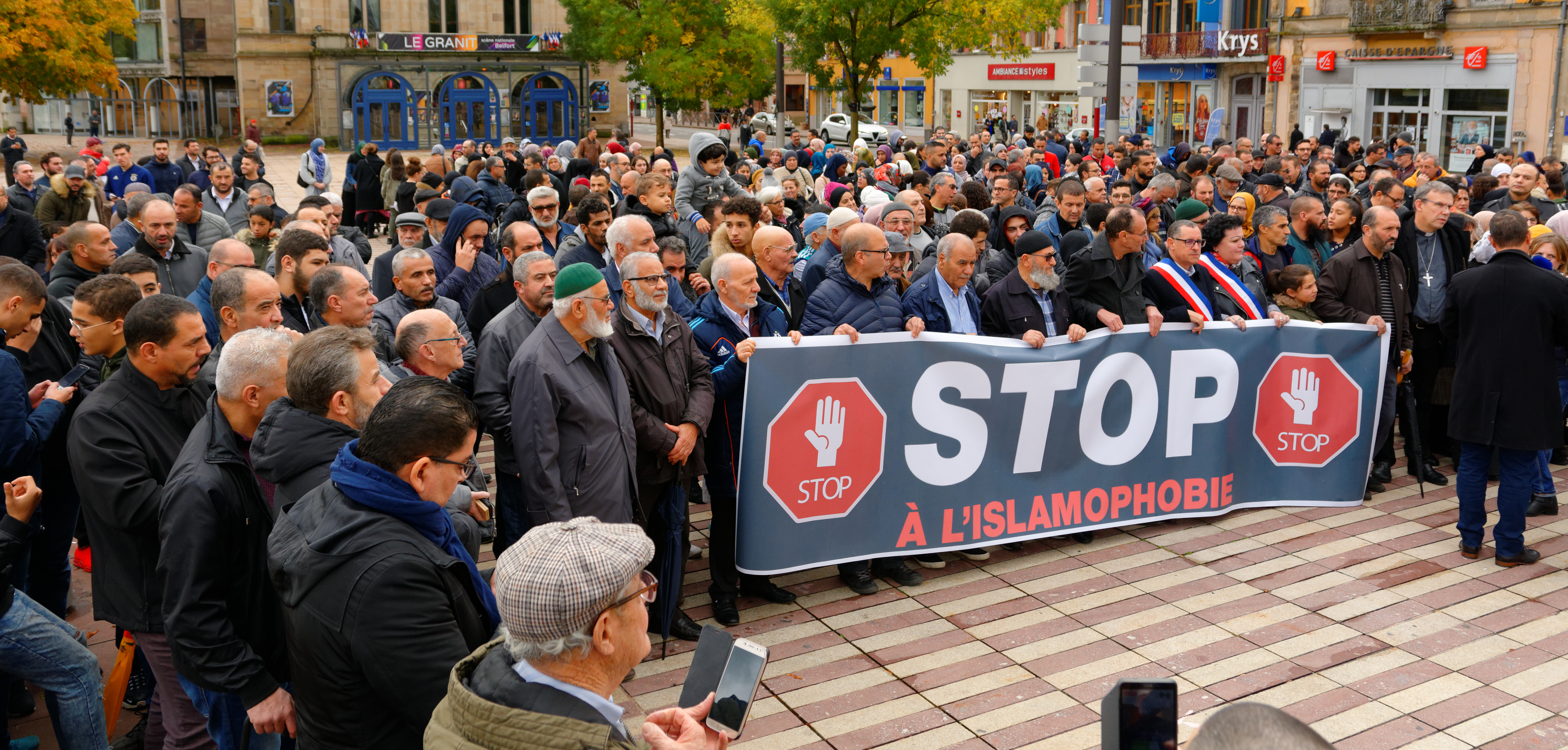
Manifestation contre l'islamophobie, le 2 novembre 2019, à Belfort.

Des organisations, contre les discriminations ou le racisme en général, luttent contre l'islamophobie ; d'autres ont été créées spécifiquement dans ce but. Après les attentats du 11 septembre 2001, des études montrent une recrudescence d'agressions islamophobes, aussi bien aux États-Unis, qu'en Europe. Certaines associations ont été créées pour en défendre les victimes.

### Amérique du Nord

#### Canada
- En 2013, le Collectif québécois contre l'islamophobie et le Conseil musulman de Montréal exigent du gouvernement du Québec des actions concrètes pour lutter contre l'islamophobie[125].
- En 2017, en réaction à l'attentat de la grande mosquée de Québec, une coalition d’une quarantaine d’associations musulmanes a réclamé des mesures pour lutter contre l’islamophobie[126].
- Des groupes ont demandé en 2018 et 2019 que le 29 janvier soit désigné Journée nationale de commémoration et d’action contre la haine et l’islamophobie : le Conseil national des musulmans canadiens, les Canadiens pour la Justice et la Paix au Moyen-Orient, et le Forum musulman canadien, soutenus par une centaine d'associations telles que l'Association des musulmans et des Arabes pour la laïcité au Québec, l'Église anglicane du Canada, le Centre culturel islamique de Québec et l'Église unie du Canada[127].
- Le Collectif canadien anti-islamophobie, dirigé par l'imam controversé Adil Charkaoui, a été critiqué pour des liens avec des idéologies extrémistes[128].

#### États-Unis
L’association Council on American-Islamic Relations (en) (CAIR) a pour but, entre autres, de lutter contre la haine dont les musulmans peuvent être la cible aux États-Unis. Le CAIR a été accusé de poursuivre un agenda islamiste,,, d'être lié au Hamas et aux Frères musulmans,. Ce que l'association a contesté et décrit comme une campagne de dénigrement,. Cette association a été mentionnée en 2014 parmi une liste d'organisations terroristes par les Émirats arabes unis, ce qui n'a alors pas manqué de surprendre de « nombreux analystes » selon The Washington Post.

### Europe
- Commission européenne contre le racisme et l'intolérance (ECRI)
- European Network Against Racism (ENAR)
- Forum of European Muslim Youth and Student Organizations

#### Belgique
- Collectif contre l'islamophobie en Belgique (CCIB)

#### France
- Collectif contre l'islamophobie en France (2003) ; dissous par décret en décembre 2020, en tant que « groupement de fait »[138],[139],[note 2]. Selon Mediapart : « Mettant à exécution sa menace du 19 octobre dernier, au lendemain de l’assassinat de Samuel Paty, Gérald Darmanin a obtenu la dissolution du Comité contre l’islamophobie en France (CCIF), prononcée ce mercredi en conseil des ministres. […] Trois reproches principaux [se dégagent du décret motivant la dissolution] : la façon dont le collectif définit et utilise le concept d’islamophobie ; ses fréquentations « radicales » ; son inaction dans la modération des commentaires suscités par ses publications »[140].
- Coordination contre le racisme et l'islamophobie (2008)[141] ; organisation dissoute en octobre 2021[142] en raison d'appels « à la haine, à la violence et à la discrimination »[143].
- Contre-attaques[144] (1er septembre 2015).

#### Royaume-Uni
- Tell MAMA (en)
- Forum Against Islamophobia and Racism (en) (FAIR), organisation caritative créée en 2001 pour combattre l’islamophobie et le racisme[145].

## Perceptions mondiales
Selon le rapport spécial du Conseil des droits de l'homme des Nations unies, — établi en 2008 par Doudou Diène — l'islamophobie, bien que le terme soit récent, a existé dès les « premiers contacts de l’islam avec les autres religions et cultures » et a augmenté sensiblement après certaines réactions aux attentats du 11 septembre 2001. L'islamophobie, dans l'acception de «racisme anti-musulman», est sous-jacente à l'utilisation du terme de « choc des civilisations », utilisé par Samuel Huntington, par nombre d'hommes politiques et d'intellectuels qui opposent un « islam global » respectant à la lettre les prescriptions de la charia, à un « Occident » mettant l'accent sur les droits de l'homme.
En 2004, une conférence des Nations unies a eu pour thème les phénomènes de violence envers des musulmans et la recherche de moyens pour combattre l'islamophobie.

### Australie
En 2006, le Sunday Herald Sun a publié un sondage commandé auprès de l'institut Gallup, publié le 30 juillet, indiquant que 40 % des Australiens interrogés estiment que l'« islam est une menace à leur mode de vie », et qu'un sondé sur trois craint davantage les musulmans depuis le 11 septembre 2001. Un sondage similaire de mars 2006 établit qu'un quart des personnes interrogées voient l'islam comme « une croyance intolérante ou fondamentaliste ». Cependant, l'un des chercheurs à l'origine de cette étude, Kevin Dunn, de la New South Wales University, affirme que ces personnes se sentent moins menacées par l'islam quand elles ont des contacts directs avec les pratiquants de cette religion.

### États-Unis

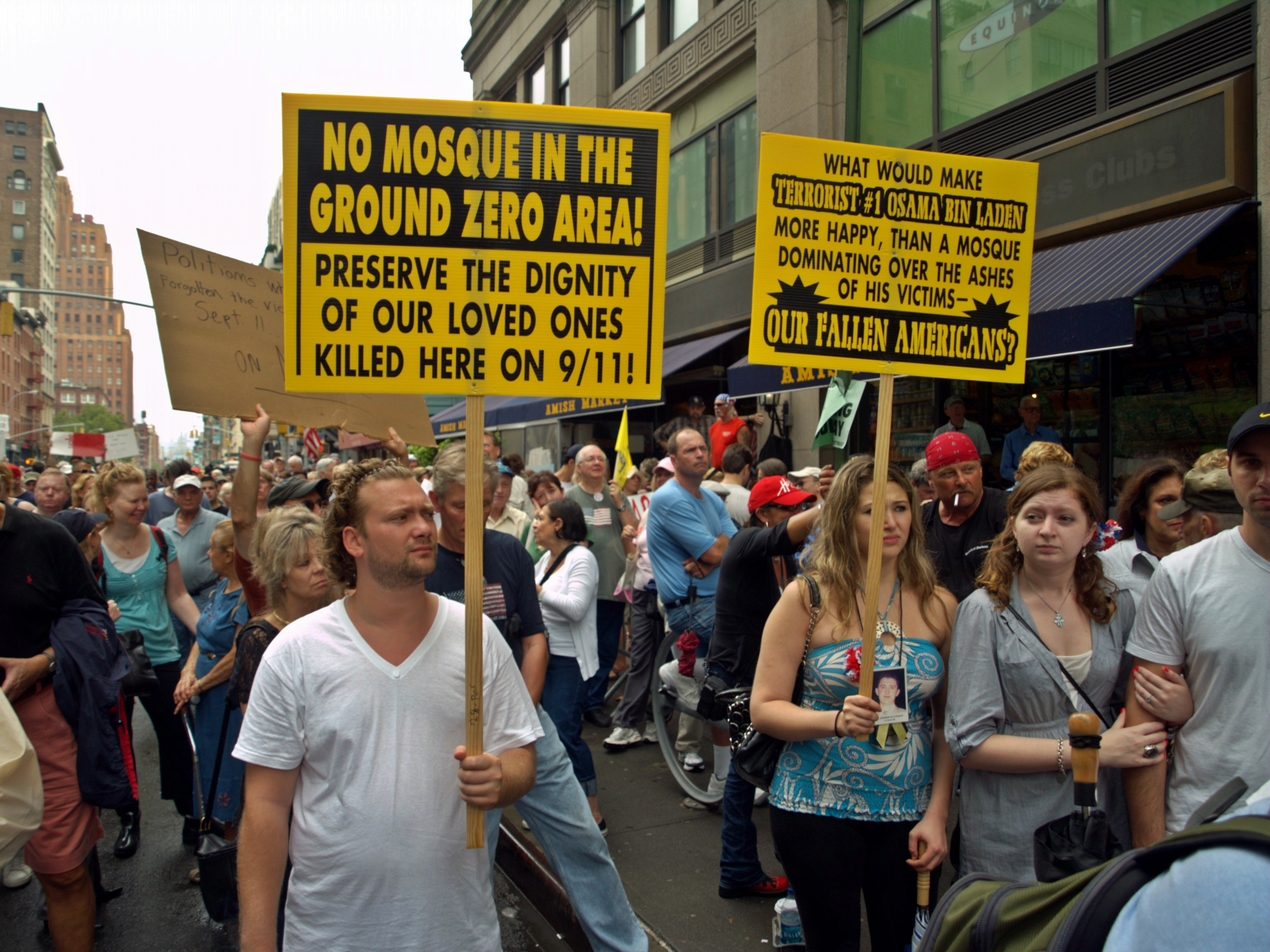
Le panneau au premier plan : Aucune mosquée dans la zone du ground zero. Préservons la dignité de nos morts en ce lieu.
Au second plan : Qu'est-ce qui rendrait le terroriste Oussama ben Laden plus heureux qu'une mosquée bâtie sur les cendres de ses victimes ?

L’islamophobie progresse aux États-Unis après les attentats du 11 septembre 2001. Les actes islamophobes se sont multipliés à travers les États-Unis, comme des magasins qui refusent de servir les clientes qui portent le voile islamique, ou encore des cas d'extrêmes violences allant parfois à la tentative de meurtre contre les musulmans à cause de leur religion,.
Une étude sortie en 2006 montre que l'islamophobie aux États-Unis était en expansion fulgurante, alors qu'avant le 11 septembre 2001, 24 % des Américains déclaraient avoir une attitude anti-islamique, c'est ensuite plus de 46 % d'entre eux qui, en 2006, déclaraient être anti-islamiques.
En 2015, 55 % des Américains ont une opinion défavorable des musulmans selon un sondage.
L'islamophobie se ressent à travers les actions médiatiques de pasteur Terry Jones, créateur en 2010 de la International Burn a Koran Day (journée internationale du brûlage de Coran) qui consiste à brûler le Coran chaque 11 septembre,,.

### Europe
La Commission européenne et l'Observatoire européen des phénomènes racistes et xénophobes (EUMC) ont organisé à l'automne 2003 une table ronde de réflexion sur l'antisémitisme, l'islamophobie et les possibilités de réconciliations entre les communautés. Le terme est aussi utilisé par le Conseil de l'Europe à la demande de la Turquie qui introduit le terme à la fin de la conférence[réf. nécessaire].
L'EUMC dans une étude intitulée « Les musulmans au sein de l'Union européenne: discrimination et islamophobie » et publiée courant décembre 2006, souligne que certains musulmans de l'Union européenne sont victimes de discrimination en matière d'emploi, de logement et d'éducation. Les actes islamophobes, allant d'insultes à des agressions physiques et incendies criminels.
Le sociologue Raphaël Liogier dénonce le mythe paranoïaque de l’islamisation, lequel conduit à une obsession collective qui voit « un complot musulman visant à détruire l’Europe, à faire disparaître sa culture ». Ce "mythe paranoïaque" encourage selon lui les réactions islamophobes.
Le Conseil de l'Europe, l’OSCE et l’UNESCO publient une brochure destinée à lutter contre l’intolérance et les discriminations envers les musulmans dans le monde scolaire.

#### Allemagne
Selon un sondage réalisé en avril 2016, pour 43 % des Allemands interrogés, la présence d’une communauté musulmane est « plutôt une menace pour l’identité de l'Allemagne ». En 2010, cette proportion était de 40 %[pertinence contestée].

#### Belgique
Dans ce pays où les questions relatives à la place de l'islam dans la société sont fréquemment abordées, le Mouvement contre le racisme, l'antisémitisme et la xénophobie (MRAX, homologue belge du MRAP français), fait de la lutte contre l'islamophobie une de ses priorités et a organisé en 2009 et en 2010 plusieurs colloques sur le sujet, les Assises sur l’islamophobie, dans le cadre des Assises de l'interculturalité voulues par le gouvernement fédéral,.

#### Espagne
Une enquête du Real Instituto Elcano en Espagne indique que 68 % des personnes interrogées considèrent les sociétés musulmanes comme « violentes », et 79 % comme « non tolérantes ». 74 % pensent également qu'il existe déjà un choc des civilisations entre les pays occidentaux et le monde musulman.

#### France
Dans son livre L'Islam imaginaire, la construction médiatique de l'islamophobie en France (1975-2005), Thomas Deltombe pense que si le terme « islamophobie » était peu utilisé à l'époque, certains journalistes étaient conscients, dès les années 1980, de la montée du phénomène. Le patron du Nouvel Observateur, Jean Daniel, accusa par exemple en 1983 le gouvernement socialiste de

« nourrir cet anti-islamisme indistinct et de moins en moins honteux que l'on voit refleurir, surtout d'ailleurs, hélas !, dans les couches populaires, en France et en Europe. »

De même, à la suite de l'affaire des « tchadors » de Creil en 1989, Jacques Julliard estima que :

« l'argument anti-islamique est de longue date un alibi commode qui habille de respectabilité la haine de l'Arabe et le refus de l'accueillir. »

Thomas Deltombe décrit l'implication des médias français dans ce qu'il appelle « la peur, souvent haineuse » de la religion musulmane. Selon lui, il y a « trois éléments clés de la peur de l'islam : le traumatisme de la guerre d'Algérie, la visibilité de la religion musulmane et la crainte de l'islamisation des modes de vie » qui auraient repris de la vigueur avec l'émergence du terrorisme islamiste dans les années 1990 en France (campagne terroriste des Groupes islamiques armés, ou GIA algériens) et après les attentats du 11 septembre 2001 aux États-Unis. Des personnalités telles que Alain Gresh ou Jean Baubérot dénoncent l'islamophobie, qu'ils conçoivent comme un amalgame entre croyants et intégristes, fondée sur une interprétation belliciste du Coran, et qui sous prétexte de protection de la liberté d'expression, dégénère en xénophobie.
Le Front national diffuse sa première affiche islamophobe en 1987 à l'initiative de Jean-Pierre Stirbois ; celle-ci est cependant dépourvue du logo du FN. Le parti réinvestit la thématique à partir de 2010.
En 2003, Caroline Fourest estime que le terme d'islamophobie est instrumentalisé à des fins de prosélytisme en vue d'interdire le blasphème. La même année, la Commission nationale consultative des droits de l'homme (CNCDH) publie une étude Intolérance et violences à l'égard de l'islam dans la société française :

« À travers cette étude spécifique aux phénomènes d'hostilité à l'égard de l'islam, la CNCDH s'attache à étudier en toute neutralité les rapports complexes entre racisme, xénophobie et islam. Il s'agit de faire la part des fantasmes et d'identifier, dans ce débat piégé, s'il existe une dimension spécifiquement religieuse qui permettrait d'isoler une réelle « islamophobie », notion qui ne semble pas avoir trouvé de définition précise et qui tend souvent à se confondre avec le racisme anti-maghrébin. Cette étude aborde successivement la question de la terminologie concernant l'islamophobie, celle de l'évaluation de l'hostilité française à l'égard de l'islam, celle de la liberté d'expression religieuse pour les musulmans, puis définit les causes et vecteurs de cette hostilité ainsi que les moyens de lutter contre elle. »

À Alger, le 3 décembre 2007, le président français Nicolas Sarkozy fait un parallèle entre l'islamophobie et l'antisémitisme :

« En France comme en Algérie, nous devons combattre avec une détermination sans faille toute forme de racisme, toute forme d'islamophobie, toute forme d'antisémitisme. Il n'y a rien de plus semblable à un antisémite qu'un islamophobe. Tous deux ont le même visage : celui de la bêtise et de la haine. […] Le racisme, l'islamophobie et l'antisémitisme ne s'expliquent pas. Ils se combattent. Ce qui vaut pour la France vaut partout ailleurs dans le monde. »

En 2008, dans l'affaire des caricatures de Mahomet par le journal Charlie Hebdo, la justice n'a pas retenu de caractère délictuel à cette publication que certains ont estimé « islamophobe ».
Jean-Paul Gourévitch définit en 2011, dans son ouvrage La Croisade islamiste : pour en finir avec les idées reçues, les « grands axes de la stratégie islamophobe » qui, selon lui, « s'apparente largement par ses procédés à la stratégie des islamistes » :
- « la certitude de mener le bon combat pour l'avenir de la République et du monde tout entier » ;
- « la dénonciation systématique de l'entrisme de l'islamisme dans les organisations musulmanes » ;
- « la dénonciation systématique des complaisances des médias vis-à-vis de l'islamisme, quand ils passent sous silence des faits avérés, les maquillent, ou montent en épingle des anecdotes lourdes de symboles » ;
- « la dénonciation systématique des complaisances que les politiques et les administrations auraient à l'égard des islamistes » ;
- « la diabolisation de l'adversaire à qui on ne prête qu'un seul dessein, la domination du monde, et dont on grossit l'inﬂuence en amalgamant au noyau dur la constellation de ses satellites et la nébuleuse de ses réseaux » ;
- « le refus du compromis. Il n'y a pas d'islamistes modérés. Ceux qui se prétendent tels font le jeu des radicaux. Islam et islamisme sont semblables et tous deux à combattre ».

Alain Finkielkraut déclare en 2013 :

« La haine ou le rejet des musulmans existent et doivent être combattus sans relâche. Mais le concept d'islamophobie relève de la terreur intellectuelle. Est aujourd'hui considéré comme islamophobe celui qui veut que les musulmans se soumettent aux lois de la République. Car il s'agit pour ceux qui manient ce vocable comme un gourdin de soumettre la République à leurs exigences. »

Dans son essai de 2017, Un racisme imaginaire, Pascal Bruckner écrit :

« L'accusation d'islamophobie n'est rien d'autre qu'une arme de destruction massive du débat intellectuel. Nous sommes les témoins depuis vingt ans de la fabrication d'un nouveau délit d'opinion, analogue à ce qui se faisait, jadis, dans l'Union soviétique contre les « ennemis du peuple ». Les gardiens du dogme veillent de façon sourcilleuse sur la moindre transgression ou allusion. Le simple fait d'évoquer un « problème musulman » vous vaut les foudres des censeurs et des menaces de procès. »

Une partie de l'extrême gauche rejette l'usage du terme « islamophobie ». C'est le cas du parti politique Lutte ouvrière,.

##### Montée de l'islamophobie après les attentats
À la suite des attentats islamistes en France en janvier et en novembre 2015. Selon Gilles Clavreul, les actes racistes, antisémites et antimusulmans ont triplé par rapport à l’année 2014. Ils sont passés de 133 en 2014 à 429 en 2015. Le délégué interministériel à la lutte contre le racisme et l'antisémitisme rapporte dans son bilan le 21 janvier 2016 que les actes islamophobes ont augmenté de 281 % par rapport à l’année précédente.
Selon l'Observatoire national contre l'islamophobie, au premier semestre 2015, la France a connu 274 actes et menaces antimusulmans ; ce qui selon certains aurait occasionné l’interdiction du port du burkini sur les plages en France notamment en Corse. Pour la Süddeutsche Zeitung, quotidien de Munich, par exemple :

« L’interdiction du burkini n’est pas le résultat d’un consensus forgé par un débat éclairé. Elle est le produit d’une islamophobie nourrie par les attentats terroristes […]. »

Les chiffres, désormais invérifiables, annoncés par l'ex-CCIF, corroboraient également cette corrélation entre attentats et augmentation des actes islamophobes mais s'avèrent supérieurs à ceux avancés par le ministère sachant que ce dernier ne comptabilise que les plaintes déposées et ne considère pas les actes discriminatoires comme étant des actes islamophobes. Ainsi, sur 588 discriminations, 42 agressions verbales et 55 agressions physiques recensées, seulement 20, 18 et 37 ont respectivement eu droit à des plaintes déposées. Par ailleurs, le collectif note qu'aussi bien les agressions verbales que physiques ont été 2,5 fois plus nombreuses en 2015 qu'en 2014. De plus, dans un graphique où le Collectif illustre l'évolution du nombre d'actes islamophobes en 2015, un grand nombre d'actes islamophobes est relevé après les attentats de janvier 2015.
Après une forte baisse, une nouvelle hausse est observée après les attentats du 10 avril 2015 à l'aéroport d'Orly et du 19 avril avec l'affaire Sid Ahmed Ghlam. On remarque alors un schéma répétitif : un attentat est commis, les actes islamophobes deviennent plus nombreux, pour ensuite revenir à leur chiffre habituel. En 2018, les actes islamophobes sont au plus bas niveau depuis 2010 avec 100 faits islamophobes recensés.

#### Pays-Bas
Le premier personnage politique à dénoncer l'islam dans ce pays[réf. nécessaire], était Pim Fortuyn, leader d'un parti populiste et xénophobe, qui l'a qualifié de « culture arriérée »[réf. souhaitée], et a pointé du doigt plusieurs imams. Un de ses ouvrages s'intitule Contre l'islamisation de notre culture. Il est assassiné le 6 mai 2002 par Volkert van der Graaf, un activiste de la cause animale, disant vouloir défendre les « groupes sociaux les plus vulnérables », notamment les musulmans et les demandeurs d'asile, qu'il considérait menacés par Pim Fortuyn.
La « question musulmane » devient un sujet de discussion et de remises en question d'une tradition libérale et de tolérance après l'assassinat de Theo van Gogh, le 2 novembre 2004, par un islamiste maroco-néerlandais, Mohammed Bouyeri. Theo van Gogh était un adversaire déclaré de l'Islam radical et de la société multiculturelle. Son assassinat fait reparler de l'islamisme dans les médias. Sylvain Ephimenco, éditorialiste au quotidien chrétien progressiste Trouw, publie un recueil de chroniques intitulé Contraint à la résistance où il développe l'idée d'une nécessaire résistance à ce que l'islamisme veut détruire dans la démocratie, et où il recommande :

« la résistance pour défendre des valeurs normalement de gauche comme la liberté de pensée, d'expression, l'égalité des hommes et des femmes, tout ce que le fondamentalisme islamique essaie de détruire ». Il énonce qu'« une partie de la gauche refuse la critique de l'islam, qu'elle assimile à de l'islamophobie et donc à du racisme. Cette gauche-là ne veut pas admettre que nous nous sommes trompés en nous battant pour la fraternité multiculturelle. Le multiculturalisme, c'est un instrument du repli sur soi et de la ghettoïsation voulue. Le laisser-faire des dernières décennies fait que, désormais, parler d'intégration, c'est proférer une insulte. »

Après l'assassinat de van Gogh, il s'est trouvé certains députés, dont Ayaan Hirsi Ali, pour demander au Parlement, d'instaurer une laïcité « à la française ». Les opposants à cette proposition ont protesté au nom de l'islamophobie.[réf. nécessaire]
Une contribution importante au débat est considérée d'être celle de Ayaan Hirsi Ali, chercheuse à l'American Enterprise Institute. Elle considère l'islam comme « gros problème » aujourd'hui, et recommande de lutter contre lui. Elle admet que le problème vient du radicalisme, mais s'inquiète que « trop de musulmans tolèrent l'islam radical ». En 2006-2007 sa pensée était en phase avec celle du critique littéraire américain Bruce Bawer, auteur du livre While Europe Slept: How Radical Islam Is Destroying the West from Within. Elle se sert de sa comparaison avec le nazisme, où l'islam radical est le nazisme, et ceux qui cherchent la conciliation, commettent l'erreur de Chamberlain.
En 2017, Shirin Musa, militante associative hollandaise, musulmane voilée, est accusée d'islamophobie par des musulmans et des relativistes après une campagne d'affichage promouvant les mariages mixtes et métis envers les communautés musulmanes néerlandaises.

##### Sondages
En 2008, un sondage du TNS NIPO, a trouvé que 62 % des Hollandais interrogés favorisaient l'interdiction de construction de nouvelles mosquées. 55 % estimaient qu'il fallait interdire aux musulmans, résidents au pays, de faire venir leurs époux/ses de leur pays d'origine, pour s'y installer. 71 % de la population estime qu'il faut interdire le port, en public, de la burqa afghane.
En 2011, 44 % des Hollandais interrogés pensent que la présence d'une communauté musulmane aux Pays-Bas est une menace pour l'identité de leur pays, et 77 % estiment que les musulmans et les personnes d'origine musulmane ne sont pas bien intégrés dans la société[pertinence contestée]

#### Royaume-Uni
L'islamophobie n'est pas dénoncée en tant que telle avant 1997, date à laquelle l'organisation antiraciste Runnymede Trust (en) publie un document intitulé « Islamophobie, un défi pour nous tous » (« Islamophobia: A Challenge for Us All »). Dans la partie Nature de l'islamophobie, le rapport souligne huit points caractéristiques que cet institut associe à l'islamophobie. Les six premiers portent sur la perception de l'islam ou du discours critique que celui-ci tient sur l'Occident ; les deux derniers portent également sur l'hostilité envers les musulmans :
- les critiques de l'Occident formulées par l'islam sont rejetées de but en blanc ;
- l'islam est perçu comme une idéologie politique, utilisée à des buts politiques et militaires ;
- l'islam est perçu comme inférieur à l'Occident. Il est perçu comme barbare, irrationnel, primitif et sexiste ;
- l'islam est perçu comme violent, agressif, menaçant, soutenant le terrorisme et engagé dans un choc des civilisations ;
- l'islam est perçu comme séparé et autre, sans valeurs communes avec les autres cultures, n'est pas affecté par celles-ci et lui-même n'ayant aucune influence sur celles-ci ;
- l'islam est vu comme un bloc monolithique, statique et incapable de répondre aux changements ;
- l'hostilité anti-musulmane est perçue comme naturelle et normale ;
- l'hostilité envers l'islam est utilisée pour justifier des pratiques discriminatoires à l'égard des musulmans ainsi que leur marginalisation dans la société.

L'éditorialiste britannique Josie Appleton critique cette définition donnée par le Runnymede Trust :

« Ce rapport parle de l'augmentation du préjugé anti-musulman, qui doit être abordée politiquement. Mais la section intitulée “nature de l'islamophobie” suggère une définition très large du préjugé ; les exemples d'islamophobie donnés par ce rapport à savoir que la vision d'un islam inférieur à l'Occident, plutôt que simplement différent ; la vision d'un islam monolithique et statique plutôt que varié et progressiste, la perception de l'islam comme un ennemi plutôt que comme un partenaire. Tout cela semble relever d'une sensibilité exacerbée, d'une tentative de disqualifier toute critique de l'islam. Plutôt que d'inviter les musulmans au débat, les non-musulmans seraient supposés marcher sur des œufs de crainte de causer une offense. Depuis le 11 septembre 2001, nous avons vu comment cette attitude empêche toute discussion. »

En 2004, le Runnynede Trust a publié un autre rapport décrivant l'institutionnalisation de l'islamophobie dans plusieurs corps publics.
Kenan Malik, auteur d'une étude statistique des phénomènes de racisme envers les musulmans en Grande-Bretagne, tempère largement ce que soutiennent les partisans de cette dernière acception du terme. Selon cet auteur, l'existence d'une haine largement répandue envers les musulmans « est un mythe ». Ce qui amène l’auteur à conclure que « Les accusations d'islamophobie, sont destinées « à faire taire les critiques de l'islam, voire les musulmans qui luttent en faveur de réformes dans leurs communautés ». Un point de vue proche est soutenu par le commentateur politique Douglas Murray qui juge que les accusations d'islamophobie « sont une tentative de faire passer l’Europe pour un continent raciste ». Soutenant qu'il s'agit avant tout d'un chantage moral, il affirme a contrario que « les personnes d’origine musulmane qui sont réellement en danger dans nos pays ne sont pas des salafistes, mais des libres penseurs comme Ayaan Hirsi Ali ou Hamed Abdel-Samad, qui vivent sous protection policière alors qu’eux croient réellement dans les principes des Lumières et exercent leur droit démocratique dans une société libre et laïque ».
La confédération syndicale la plus importante, la TUC, a mis en place un travail commun avec le Conseil musulman de la Grande-Bretagne visant explicitement à combattre l'islamophobie. Les deux organisations ont, par exemple, organisé un colloque commun en avril 2007.
En août 2007, parait un sondage selon lequel 59 % des Britanniques interrogés pensent qu'il est possible d'être à la fois musulman et citoyen britannique.
Après l'attentat du 22 mai 2017 à Manchester, la presse révèle que l'auteur de l'attentat-suicide, Salman Ramadan Abedi, faisait partie d'une « clique » parlant l'arabe à l'école qui avait accusé un professeur d'islamophobie après que celui-ci avait interrogé les élèves pour savoir ce qu'ils pensaient de quelqu'un qui s'attacherait une bombe et ferait sauter des personnes avec lui. Le groupe était allé se plaindre à leur enseignant d'éducation religieuse en disant qu'il était islamophobe.

#### Suède
En 2006, un sondage de Swedes by Demoskop, rapporté dans le Dagens Nyheter, montre que 33 % des personnes de plus de 65 ans pensent que les musulmans menacent la culture suédoise, 15 % des sondés de 15 à 27 ans répondent oui à la même question.[pertinence contestée]